# Paul Oertmann

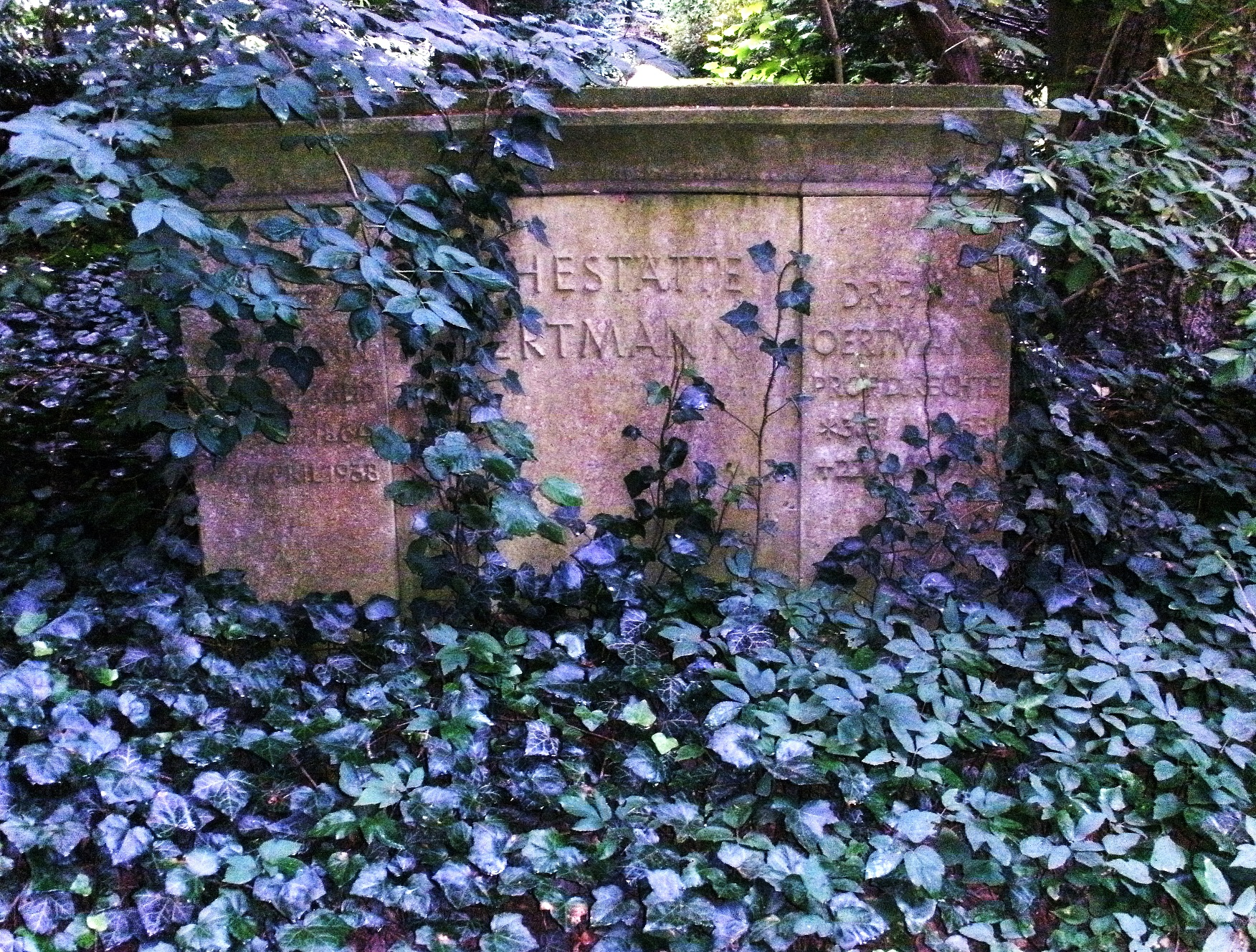
Göttingen, Cemitério da cidade: sepultura Paul Oertmann

Paul Ernst Wilhelm Oertmann (3 Julho de 1865, Bielefeld - 22 de Maio de 1938, Göttingen) foi um ativista dos direitos civis Alemão. Tornou-se conhecido principalmente através de sua obra "Direito dos Negócios - Um Novo Conceito Jurídico" publicada em 1921. Oertmann criou, com base nos negócios, um instrumento jurídico para lidar com a objeção de mudar detalhes de negócios, até então altamente controversa, que a partir de então poderia estabelecer-se com cada vez mais firmeza na jurisprudência e no ensino.  Após a reforma da "Lei Básica de Negócios", em 2002, a doutrina básica de negócios foi também reconhecida no artigo 313 da Constituição Alemã.

## Biografia
Oertmann foi filho do Industrialista August Oertmann e sua mãe era Emma Graf.  No dia 25 de Outubro de 1902, casou-se com Lotte Windscheid, a filha do jurista Bernhard Windscheid. A teoria de Windscheid sobre o "Anspruch" (em termos gerais, um requerimento legalmente executável) era um predecessor essencial da teoria dos fundamentos empresariais introduzidas por Oertmann.
Após formar-se no ensino médio em Bielefeld, em 1884, Oertmann estudou nas universidades de Berlim e Freiburg. Em 1887, ele completou seu estágio jurídico em Berlim.  No mesmo ano, obteve seu doutorado em direito (Dr. iur.); Em 1891, obteve um doutorado em filosofia (Dr. Phil.) em Leipzig. Em 1892, recebeu sua habilitação de professor de direito (também em Berlim). Em 1896, Oertmann tornou-se professor associado em Berlim.
Em 1901, ele finalmente recebeu um telefonema da Universidade de Erlangen, onde lecionou e realizou pesquisas como professor catedrático até 1917, nas áreas de direito civil alemão, direito civil romano e direito processual civil. Entre 1908/1909, foi vice-reitor em Erlangen.  De 1918 a 1934, Oertmann ocupou uma cadeira de direito civil e direito processual em Göttingen. Em 1938, faleceu em Göttingen.

## Trabalho acadêmico
Com uma forte desvalorização da moeda no período pós-Primeira Guerra, Oertmann conseguiu introduzir o instrumento jurídico de abolição da "Lei básica de negócios". Em 1914, argumentou que as novas circunstâncias demandam uma nova abordagem aos negócios, "Sistema Jurídico e Verkehrssitte". Reconheceu em seu artigo sobre a fundação de 1921 que uma instituição completamente nova era necessária no direito Alemão para estabelecer um equilíbrio apropriado de interesses entre as partes.  A  Reichsgericht (consituição de 1875 a 1945), assumiu a teoria da base de negócios já no ano após sua introdução, em Fevereiro de 1922.

## Obras
- A fundação de negócios. Um novo termo legal  ,  Keip Reprint, Goldbach 1995 (Nachdr D.  Excl.  Leipzig 1921).
- Esboço do direito processual civil alemão .  Keip Reprint, Goldbach 1995 (Nachdr D.  Excl.  Leipzig 1930).
- Sistema jurídico e publicidade, em especial no direito civil. Ao mesmo tempo, uma contribuição para as doutrinas da interpretação das transações legais e da revisão  ,  Scientia-Verlag, Aalen 1971 (Nachdr. D.  Excl.  Leipzig, 1914).
- A comparação no direito civil comum .  Scientia-Verlag, Aalen 1969 (Nachdr. D.  Excl.  Berlim, 1895).

## Leitura Complementar
- Rüdiger Brodhun: Paul Ernst Wilhelm Oertmann (1865-1938). Vida, trabalho, compreensão da lei, bem como direito e judiciário (Fundamenta juridica, 34).  Nomos, Baden-Baden 1999, ISBN 3-7890-6195-6 (Zugl.  Dissertação, Universidade de Hannover 1999).
- Jürgen Vortmann, ed. (1999). «Oertmann, Paul». Neue Deutsche Biographie (NDB) (em alemão). 19. 1999. Berlim: Duncker & Humblot. pp. 451 et seq.. Em: Nova biografia alemã (NDB). banda   19, Duncker & Humblot, Berlin 1999, ISBN 3-428-00200-8 , p.   451   f. ( Digitalizado ).

## Ligações Externas
- Literatura de e sobre Paul Oertmann (em alemão) no catálogo da Biblioteca Nacional da Alemanha
- História da cadeira de Oertmann na Universidade de Erlangen-Nuremberg